# Daniel Solà
Daniel Solà Villa (Vic, 3 januari 1976) is een Spaans voormalig rallyrijder.

## Carrière
Daniel Solà debuteerde in 1996 in de rallysport en was in zijn eerste jaren actief in verschillende Peugeot-modellen. Later kwam uit in Seat Ibiza Kit Car, voordat hij in 2000 de overstap maakte naar de World Rally Car versie van de Seat Córdoba. In 2001 ging hij rijden in een Citroën Saxo S1600, waarmee hij nog het meest succesvol was in het Spaans rallykampioenschap.

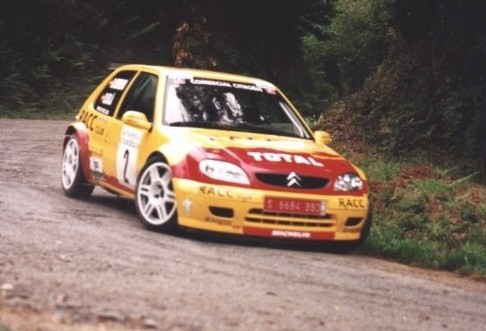
Solà actief met de Citroën Saxo S1600 in Spanje, de auto waarmee hij ook JWRC kampioen werd in 2002

Solà debuteerde in 1997 al in het Wereldkampioenschap rally, maar reed in het seizoen 2002 voor het eerst een serieus programma als deelnemer aan het Junior World Rally Championship, nog steeds achter het stuur van de Citroën Saxo. Solà was daarin succesvol en schreef met drie overwinningen de JWRC titel op zijn naam. Als beloning kwam hij in het daaropvolgende seizoen 2003 twee keer uit voor het fabrieksteam van Citroën met de Citroën Xsara WRC, waarmee grote resultaten echter uitbleven. Hij nam dat jaar ook deel aan de Production World Rally Championship met een Mitsubishi Lancer Evolution, eindigend met één klasse-overwinning als vijfde in het kampioenschap. Ook in het seizoen 2004 was hij PWRC deelnemer, maar maakte dat jaar ook drie optredens voor Mitsubishi's fabrieksteam, actief met de nieuwe Lancer WRC 04 die zij dat jaar introduceerden. Met een zesde plaats tijdens de WK-ronde in Catalonië greep hij naar zijn eerste WK-kampioenschapspunten toe. In het seizoen 2005 maakte Solà de overstap naar Ford, waarmee hij uitkwam in de Ford Focus RS WRC in een geselecteerd programma. Zijn seizoen werd grotendeels gemarkeerd door opgaves en pas in zijn laatste optreden voor het team greep hij naar zijn eerste punten toe. Datzelfde jaar schreef hij ook zijn eerste klassementsproef overwinning op naam.
Solà keerde het jaar daarop niet terug in het WK en was in plaats daarvan weer actief in het Spaans kampioenschap. Daarin won hij dat jaar de titel met een Citroën C2 S1600. In 2007 reed hij nog drie WK-rally's, waarvan meest prominent zijn tiende plaats algemeen met een Peugeot 207 S2000 in Corsica. Datzelfde jaar reed hij ook met Honda een programma in de Intercontinental Rally Challenge, en deed dit in 2008 met een Fiat Abarth Grande Punto S2000; groot succes bleef in beide gevallen uit. In 2009 was hij voor het laatst actief als rallyrijder.

## Complete resultaten in het Wereldkampioenschap rally

### Overzicht van deelnames
| Seizoen | Inschrijving                 | Auto                       | 1      | 2      | 3      | 4      | 5      | 6      | 7      | 8      | 9      | 10     | 11     | 12     | 13     | 14     | 15     | 16     | Pos. | Punten |
| ------- | ---------------------------- | -------------------------- | ------ | ------ | ------ | ------ | ------ | ------ | ------ | ------ | ------ | ------ | ------ | ------ | ------ | ------ | ------ | ------ | ---- | ------ |
| 1997    | Escudería Osona              | Peugeot 106 Rallye         | MON    | ZWE    | KEN    | POR    | SPA NF | FRA    | ARG    | GRI    | NZL    | FIN    | IDN    | ITA    | AUS    | GBR    |        |        | -    | 0      |
| 1998    | Escudería Osona              | Peugeot 106 Rallye         | MON    | ZWE    | KEN    | POR    | SPA NF | FRA    | ARG    | GRI    | NZL    | FIN    | ITA    | AUS    | GBR    |        |        |        | -    | 0      |
| 1999    | Equipo RACC Competición      | Peugeot 106 Rallye         | MON    | ZWE    | KEN    | POR    | SPA 40 | FRA    | ARG    | GRI    | NZL    | FIN    | CHN    | ITA    | AUS    | GBR    |        |        | -    | 0      |
| 2001    | RACC Motor Sport             | Seat Ibiza GTI 16V         | MON    | ZWE    | POR    | SPA    | ARG    | CYP    | GRI    | KEN    | FIN    | NZL    | ITA    | FRA    | AUS    | GBR 34 |        |        | -    | 0      |
| 2002    | Daniel Solà                  | Citroën Saxo VTS S1600     | MON NF | ZWE    | FRA    | SPA 19 | CYP    | ARG    | GRI 23 | KEN    |        | DUI 12 | ITA 17 | NZL    | AUS    | GBR 21 |        |        | -    | 0      |
| 2002    | Daniel Solà                  | Mitsubishi Lancer Evo V    |        |        |        |        |        |        |        |        | FIN NF |        |        |        |        |        |        |        | -    | 0      |
| 2003    | Daniel Solà                  | Mitsubishi Lancer Evo VII  | MON    | ZWE 32 | TUR    | NZL 43 | ARG 12 |        | CYP NF | DUI 22 | FIN 17 | AUS 20 | ITA    |        |        |        |        |        | -    | 0      |
| 2003    | Daniel Solà                  | Mitsubishi Lancer Evo VIII |        |        |        |        |        |        |        |        |        |        |        | FRA NF | SPA    |        |        |        | -    | 0      |
| 2003    | Citroën Total                | Citroën Xsara WRC          |        |        |        |        |        | GRI 12 |        |        |        |        |        |        |        | GBR NF |        |        | -    | 0      |
| 2004    | Daniel Solà                  | Mitsubishi Lancer Evo VII  | MON    | ZWE 20 | MEX 11 | NZL NF | CYP    |        |        | ARG DQ | FIN    |        |        |        |        | FRA NF |        | AUS NF | 21   | 3      |
| 2004    | Mitsubishi Motors Motorsport | Mitsubishi Lancer WRC 04   |        |        |        |        |        | GRI NF | TUR    |        |        | DUI NF | JPN    | GBR    | ITA    |        | SPA 6  |        | 21   | 3      |
| 2005    | BP Ford World Rally Team     | Ford Focus RS WRC 04       | MON    | ZWE    | MEX NF | NZL    | ITA    | CYP    | TUR    | GRI    | ARG    | FIN    | DUI 12 | GBR    | JPN NF | FRA NF | SPA NF | AUS 7  | 22   | 2      |
| 2007    | JAS Motorsport               | Honda Civic Type-R         | MON    | ZWE    | NOO    | MEX    | POR    | ARG    | ITA    | GRI    | FIN    | DUI    | NZL    | SPA 20 |        |        |        | GBR 44 | -    | 0      |
| 2007    | Twister Corse                | Peugeot 207 S2000          |        |        |        |        |        |        |        |        |        |        |        |        | FRA 10 | JPN    | IER    |        | -    | 0      |